# Jarko
Jarko je moško osebno ime.

## Izvor imena
Jarko je različica moškega osebnega imena Jaroslav.

## Pogostost imena
Po podatkih Statističnega urada Republike Slovenije na dan 31. decembra 2007 v Sloveniji ni bilo moških oseb z imenom Jarko ali pa je bilo število noselcev tega imena manjše od 5.

## Osebni praznik
Osebe z imenom Jarko lahko godujejo takrat kot osebe t imenom Jaroslav.